# Leopoldo Faretra
Leopoldo Faretra (Grottaminarda, 1º febbraio 1908 – Mirabella Eclano, 25 maggio 2001) è stato un medico italiano.
Egli dedicò la sua vita ai bisognosi di cure e fu fortemente contrastato per i suoi ideali politici. Dal 2 novembre 1943 al 13 aprile 1945 diresse l'Infermeria Italiana nel campo di concentramento di Hemer, nel nord ovest della Germania, in cui operò una Resistenza non armata, riuscendo così a sottrarre al lavoro nell'industria pesante tedesca centinaia di Italiani. Nel 1957 conseguì la specializzazione in Ostetricia e Ginecologia. Dopo la sua morte, il 16 marzo 2010 gli fu concessa la medaglia d'onore a lui spettante come cittadino italiano deportato in un lager nazista.

## Biografia

### La famiglia e gli anni della giovinezza

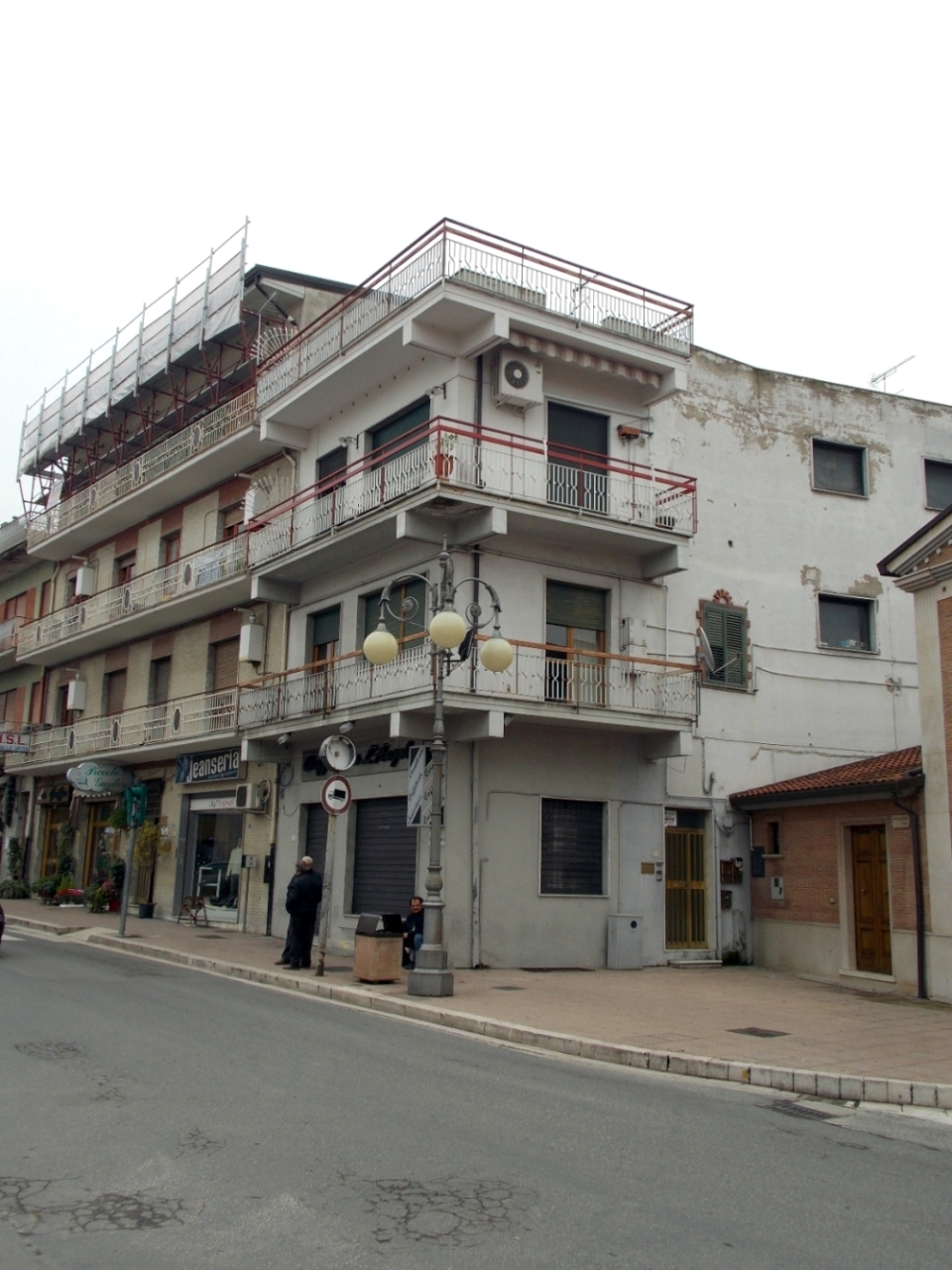
La casa paterna

Leopoldo Faretra nacque a Grottaminarda da Rocco Felice (1872-1952) e Adelina Vicario (1872-1969) e fu ottavo di quattordici figli.
Rocco Felice Faretra fu proprietario di un fabbricato a Grottaminarda dove svolse l'attività di negoziante di pellami, tessuti, cappelli ed articoli per calzolai. Fu un uomo onesto e religioso praticante e sosteneva che in vita bisognava fare del bene e dimenticare il proprio operato senza condizionare il beneficiato. Adelina Annunziata Vicario aiutò il marito nell'attività commerciale e si dedicò alla cura dei loro quattordici figli.
A soli cinque anni, Leopoldo fu mandato dai genitori a studiare presso l'Istituto privato gestito dalle signorine De Gennaro ed Amitrano, a Santa Maria Capua Vetere, e nella stessa località frequentò le scuole elementari e medie. In seguito frequentò il Ginnasio-Liceo ad Ariano di Puglia soggiornando presso la famiglia De Angelis. Conseguita la maturità classica, si iscrisse alla Facoltà di Medicina presso l'Università di Napoli e si laureò il 15 novembre 1933.

### Gli inizi della sua attività di medico e l'impegno militare
Faretra iniziò la sua professione il 28 agosto 1934 quando divenne medico condotto interino nel Cilento, ad Ottati. Nel 1935 si trasferì a Rocchetta Sant'Antonio dove ricoprì il ruolo di Ufficiale sanitario. Nello stesso periodo fu fatto nominare Ufficiale Medico della Milizia da Emilio Perillo, Console e comandante del 244º Battaglione Irpino delle “camicie nere”, suo compaesano. Nel 1934 fu chiamato alle armi con il grado di sottotenente medico e nel 1935 ritornò a Rocchetta Sant'Antonio, in congedo. Fu richiamato nuovamente alle armi nel 1939 quando fu assegnato all'80º Reggimento Fanteria della 2ª Divisione Sila con sede a Nicastro. Successivamente abbandonò definitivamente l'incarico politico di Ufficiale della Milizia per potersi dedicare completamente alla sua professione di medico. Nello stesso periodo conobbe Vaccaro Concetta Maria Vittoria, ostetrica condotta interina a Rocchetta Sant'Antonio, che sposò a Roma il 1º dicembre 1940.
Nel 1942 gli fu affidato il ruolo di Ufficiale Medico del Corpo degli Alpini, al 637º ospedale da campo della Divisione Taurinense, che si trovava a Nikšić in Jugoslavia, territorio che era stato dichiarato in stato di guerra. Al momento dell'armistizio con le truppe alleate (8 settembre 1943), tale Divisione non rispettò l'ordine del Comando Supremo tedesco di resa e consegna delle armi. La Divisione Taurinense fu attaccata e sconfitta dai tedeschi.

### Gli anni della prigionia in Germania
Il 1º ottobre 1943 Faretra fu fatto prigioniero dai tedeschi i quali lo trasportarono nel campo di concentramento di Hemer, nel nord ovest della Germania e fu nominato Direttore dell'Infermeria italiana dello Stalag VI A, principale centro di prigionia germanico, costruito nel 1939. In questa situazione, grazie alla sua attività di medico, riuscì a salvare, con accorgimenti astuti, moltissimi prigionieri, rischiando la sua stessa vita. Faretra redasse una dichiarazione riguardante il suo operato durante l'internamento nel campo di prigionia, nella quale descrisse le condizioni dei prigionieri all'interno dello Stalag di Hemer, i gruppi di lavoro ai quali ciascuno di loro veniva assegnato e i periodi di degenza dei ricoverati, la cui durata dipendeva dalle malattie da cui erano affetti. Nella stessa dichiarazione, affermò di aver modificato le cartelle cliniche dei prigionieri, inserendovi inesistenti successioni morbose oppure inviando le urine di coloro che erano affetti da malattie per le quali si prevedeva il prolungamento del periodo di degenza del ricoverato, sotto i nomi di coloro che non erano affetti da alcuna malattia. Inoltre, egli riusciva a fare in modo che i prigionieri, in condizioni fisiche peggiori, venissero assegnati dall'Ufficiale Medico tedesco al gruppo di lavoro che prevedeva lo svolgimento di lavori agricoli, meno massacranti rispetto al lavoro nelle miniere di carbone oppure nelle industrie pesanti e leggere. Queste tattiche servirono a trattenere nell'ospedale del campo, il più a lungo possibile, i prigionieri ammalati, rinviando il loro avvio ai lavori forzati e alla morte nelle camere a gas. Il 3 settembre 1944 Faretra fu denunciato alla Gestapo per aver fatto propaganda antitedesca e per aver provocato il fallimento della richiesta di collaborazione volontaria avanzata dai tedeschi ai militari italiani ricoverati nell'infermeria da lui diretta. Verso la conclusione della sua dichiarazione Faretra scrisse: «Da quanto sopra esposto e da altri innumeri episodi che in questo momento non mi sovvengono alla memoria ritengo che con la mia opera di patriottismo riuscii a sottrarre alla Germania nazista migliaia e migliaia di giornate lavorative per la sua industria pesante e a restituire all'Italia centinaia di italiani che forse non sarebbero più tornati.». Da questa testimonianza si evince la figura umana di Faretra che ha rischiato la propria vita per difendere la dignità dei suoi connazionali fatti prigionieri e la sua fede, intesa come volontà di porre la sua persona al servizio del prossimo.
Terminata la difficile esperienza del lager, Faretra ritornò in Italia il 26 giugno 1945. Il 5 settembre 1955 gli fu conferita la qualifica di 1º Capitano e il 6 aprile 1955 la Croce al Merito di Guerra per aver partecipato alle campagne di guerra dal 1942 al 1945. Gli fu assegnata un'altra Croce al Merito di Guerra per internamento militare in Germania. Inoltre i militari deportati in Germania, a titolo onorifico, potevano inoltrare domanda per essere promossi al grado militare superiore. Faretra, però, non inoltrò alcuna domanda e dei riconoscimenti bellici da lui ottenuti la sua famiglia non ne era a conoscenza. Ciò dimostra che si trattava di un uomo dal carattere molto schivo e riservato che ha tenuto segreto il suo operato durante la prigionia in Germania, basato su «l'interesse e la cura dei ricoverati ed il sabotaggio dell'industria tedesca; poiché solo il silenzio poté facilitarne la riuscita», come da lui stesso affermato in una lettera a Sua Eminenza cardinale Ersilio Tonini.

### L'impegno politico
Nel luglio 1945 Faretra ritornò a Rocchetta Sant'Antonio e fu nominato Segretario politico della locale Sezione del Partito Socialista, in quanto era un fervente sostenitore e promotore delle idee socialiste. Il 2 giugno 1946, in occasione dell'esito del Referendum che decretò la vittoria della Repubblica sulla Monarchia, fu incaricato di tenere un comizio, organizzato dal Partito Socialista Italiano di Unità Proletaria e dal Partito Comunista Italiano, dal balcone della sua abitazione. Al suo rientro a Rocchetta Sant'Antonio, infatti, gli era stato concesso in fitto un palazzo, posto al centro del paese, dal Dott. Cavaliere Francesco Piccolo, esponente della Democrazia Cristiana. Il comizio, però, fu disertato proprio dalla Democrazia Cristiana locale e fu organizzato un contro corteo. Questo episodio costituì il pretesto per i colleghi del Dott. Faretra e per i benestanti locali per approvare, in data 13 giugno 1946, la soppressione del posto di Ufficiale Sanitario, carica ricoperta da Faretra, al solo scopo di eliminarlo come avversario politico. Faretra, infatti, aveva sostenuto una lotta politica contro avversari troppo potenti, ma che in compenso gli aveva dato grande notorietà in paese e nel resto della provincia di Foggia. Gli abitanti di Rocchetta Sant'Antonio, in seguito alla deliberazione adottata in data 13 giugno 1946, sottoscrissero e presentarono alla locale Amministrazione una petizione popolare con la quale richiesero la presenza e l'opera professionale del Dott. Faretra. Grazie a questa petizione egli rimase in servizio fino all'11 agosto 1947.

### Il trasferimento in Venezuela
Il 1º ottobre 1947 Faretra ritornò a Grottaminarda dai suoi familiari e si dedicò alla cura, soprattutto dei più poveri e dei più bisognosi concedendo loro il suo aiuto disinteressato, talvolta non percependo alcun compenso, andando ad acquistare personalmente i medicinali in farmacia oppure offrendo il denaro per comprarli. In cambio queste persone gli donavano, in segno della loro riconoscenza, le povere cose di cui disponevano come uova, cesti di frutta ed erbe selvatiche. Si adoperò anche per combattere con cure adeguate la mortalità infantile. Ospitò frequentemente a casa sua il poeta genovese Osvaldo Sanini (1876-1962) che era stato relegato, durante il fascismo, in confino politico a Grottaminarda. Faretra, manifestando anche in questa occasione la sua bontà d'animo, non soltanto lo ospitò, ma gli concesse costantemente aiuti economici di cui il poeta Sanini fu molto riconoscente, tanto da dedicare diverse opere al medico e a sua moglie.
L'8 novembre 1948, Faretra si trasferì in Venezuela, poiché apprese la notizia che in quel luogo vi era bisogno di medici, ma anche perché a Grottaminarda fu ostacolato in ambito lavorativo dai suoi colleghi medici, che non gli perdonarono i suoi trascorsi politici e la sua militanza socialista. Giunto in Venezuela gli fu assegnata la condotta della Medicastra Rural di Ceiba nell'Estado Trujillo e, nel 1949, della Medicastra Rural di Monte Carmelo. Il 15 dicembre 1950, un aereo precipitò in una zona difficilmente raggiungibile della Cordigliera de Merida e tutti i medici locali furono avvisati per accorrere in soccorso ai superstiti, ma soltanto Faretra, insieme ad alcuni cittadini e a rappresentanti del Municipio, raggiunse il luogo dell'incidente, attraverso impervi sentieri di montagna. Per il gesto umano compiuto da Faretra, il sindaco di Monte Carmelo pubblicò un manifesto in suo onore e nel quale evidenziò anche il comportamento censurabile degli altri medici. Il 3 marzo 1952 gli fu attribuito un attestato di gratitudine per quanto fatto come medico per l'intera comunità di Monte Carmelo, in cui Faretra riuscì a far scomparire, quasi totalmente, il morbillo e il tifo, fortemente diffusi in quella regione, e in cui lavorò nel suo ambulatorio senza alcun limite di orario per poter prestare attenzione e cure a tutti i suoi malati. Allo stesso tempo, però, continuò ad essere stimato professionalmente anche dai suoi compaesani grottesi, molti dei quali affrontarono un lungo viaggio per giungere in Venezuela e per ricevere la visita medica del Dr. Faretra.
Nell'aprile del 1952 ritornò in Italia dove acquistò un'azienda agricola alla periferia di Modena. Il 23 giugno 1952 riprese servizio in Venezuela dove restò fino al 16 giugno 1954. Tornato in Italia, si stabilì a Modena, recandosi, spesso, al suo paese natale e nel dicembre 1957 conseguì la specializzazione in clinica ostetrico-ginecologica presso l'Università di Modena. In questo ambito riuscì a salvare molti nascituri garantendo anche supporto chirurgico e provvedendo personalmente al ricovero in ospedale di tutte le partorienti a rischio. Dopo aver raggiunto la moglie in Venezuela, ritornò a Modena e nel 1962 divenne medico condotto interino a Civate, dove rimase fino al termine della sua carriera professionale, nell'ottobre 1978. Dopo la morte della moglie, il 23 giugno 1996 a Modena, Faretra si trasferì a Roma dalla sorella Mafalda.

### Il rapporto con la fede
Faretra scriveva numerose preghiere e invocazioni che recitava mentalmente e che poi mise per iscritto, molte delle quali erano rivolte a Padre Pio e a Giuseppe Moscati ai quali era molto devoto, tanto che portava sempre con sé le immagini dei due Santi. Egli aveva, inoltre, conosciuto Moscati, sul letto di morte, a Napoli, dove si era recato per far visita alla salma.
Ebbe, in un'altra occasione, una reazione sconcertante nel vedere un Crocifisso, raffigurato in un mosaico, sul quale il corpo di Cristo aveva l'addome aperto e gli organi interni in evidenza. Questa visione lo spinse a donare una copiosa somma di denaro per i lavori di restauro del mosaico. Ciò dimostra come la sua fede fosse parte tanto della sua vita quanto della sua professione, poiché era come se non riuscisse ad accettare le sofferenze della croce e, allo stesso tempo, era forte il suo impulso, in quanto medico, a curare.

Si batté per il processo di beatificazione di Padre Igino Lega che aveva conosciuto durante la prigionia in Germania e che lo aveva colpito fortemente per la sua eccezionale bontà d'animo e per il suo spirito di sacrificio, tanto da aprirlo verso una fede più intensa. La preghiera che accompagnava sempre l'attività del Dr. Faretra è testimonianza della sua etica e umiltà professionale.

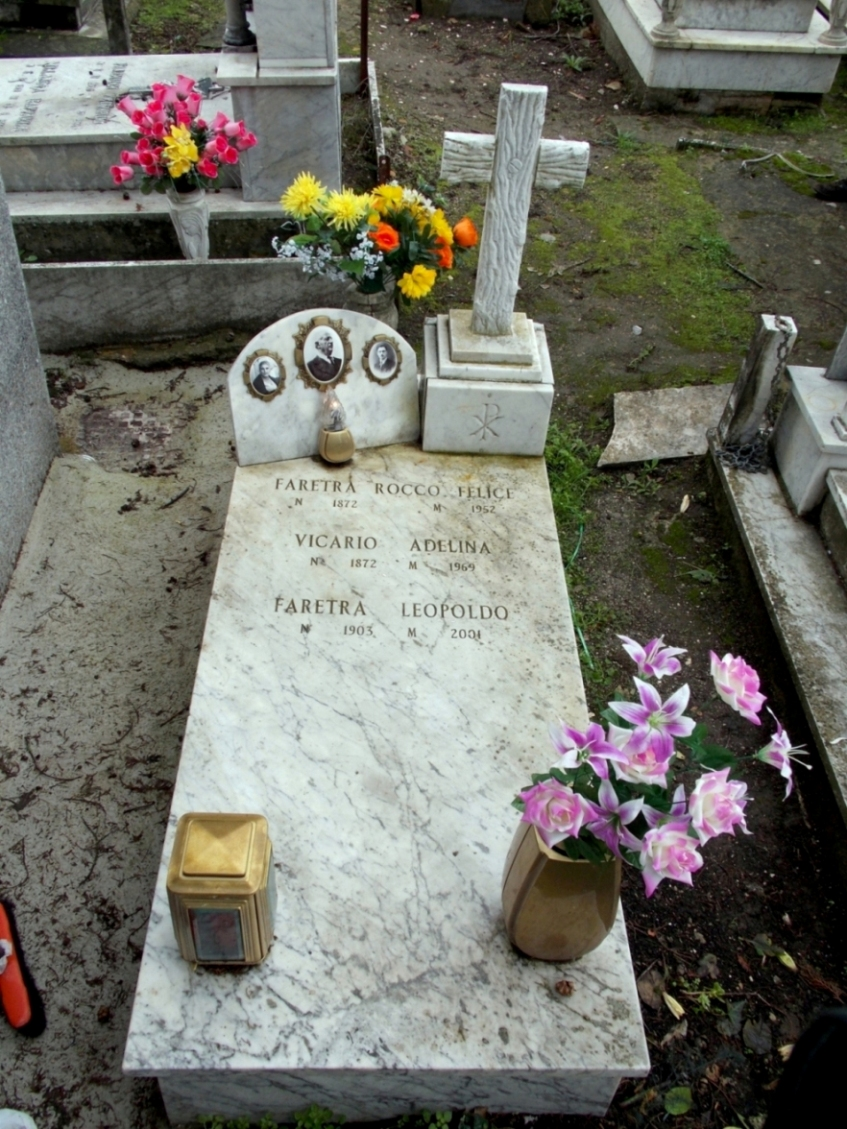
La tomba di famiglia

### Morte
Nell'aprile del 2001, si trasferì presso l'abitazione dei nipoti nella frazione Passo di Mirabella Eclano, dove trascorse l'ultimo periodo della sua vita, ormai «stanco di vagare». Dopo un breve periodo di malattia, morì alle ore 15,00 del 25 maggio 2001, all'età di 93 anni. Adesso riposa nel cimitero di Grottaminarda nella tomba dei suoi genitori. Qualche anno prima di morire fece esplicita richiesta al sindaco di Grottaminarda di essere sepolto nella tomba dei genitori, scegliendo il paese natio come «il luogo dell'eterna tranquillità».
Qualche anno dopo la sua morte, i suoi familiari richiesero alla Presidenza del Consiglio dei ministri la concessione della medaglia d'onore a lui spettante in quanto cittadino italiano deportato in un lager nazista. Il 16 marzo 2010 gli fu concessa questa onorificenza.